# Melionyx
Melionyx – rodzaj ptaków z rodziny miodojadów (Meliphagidae).

## Zasięg występowania
Rodzaj obejmuje gatunki występujące na Nowej Gwinei.

## Morfologia
Długość ciała 21–28,8 cm; masa ciała 25–42,9 g.

## Systematyka
Rodzaj zdefiniował w 1956 roku irlandzki ornitolog Tom Iredale w publikacji swojego autorstwa Birds of New Guinea. Gatunkiem typowym jest czarnomiodal ubogi (Melionyx fuscus).

### Etymologia
Melionyx: rodzaj Melidectes P.L. Sclater, 1873 (dziwook); gr. ονυξ onux, ονυχος onukhos „paznokieć” (tj. dziób).

### Podział systematyczny
Taksony wyodrębnione z Melidectes. Do rodzaju należą następujące gatunki:
- Melionyx fuscus (De Vis, 1897) – czarnomiodal ubogi
- Melionyx nouhuysi (van Oort, 1910) – czarnomiodal krótkobrody
- Melionyx princeps (Mayr & Gilliard, 1951) – czarnomiodal długobrody